# سیارک ۲۸۳۹۴
سیارک ۲۸۳۹۴ (به انگلیسی: 28394 Mittag-Leffler، نامگذاری:1999RY36) بیست و هشت هزار و سیصد و نود و چهارمین سیارک کشف شده‌است که در ۱۳ سپتامبر ۱۹۹۹ کشف شد.